# Quantic Dream
Quantic Dream (grundlagt i 1997) er en fransk computerspiludvikler beliggende i Paris, Frankrig, som også yder motion capture til film- og computerspilindustrierne. De udgav deres første spil, Omikron: The Nomad Soul, i 1999 til PC og Dreamcast, som også indeholdt ny musik og optræden af musikeren David Bowie.
Quantic Dream skulle derefter udvikle Quark, et spil som senere blev annulleret. I de næste to år arbejdede softwareudviklerne hos Quantic Dream for at forbedre deres produktions infrastruktur, som de var begyndt at bruge i Quark. I 2002 påbegyndte de officielt udviklingen af Fahrenheit (kendt som Indigo Prophecy i USA), det første spil som skulle bruge deres raffinerede interaktive biograf teknologi (meget ligesom Shenmues FREE genre) som lader spilleren spille sig gennem flere handlinger alt efter hvilke valg spilleren gør, frem for en lineær historie. Fahrenheit er også det første af Quantum Dreams spil som har høstet anerkendelse blandt anmeldere over hele verden og modtaget flere priser og nomineringer før dets udgivelse.
I 2010 lavede Quantic Dream så spillet Heavy Rain som kun blev lavet til ps3 fordi Microsoft mente ikke de kunne udgive et spil hvor et barn bliver kidnappet.
Og i 2013 udgav Quantic Dream deres nyeste spil Beyond: Two Souls som fx Pewdiepie har lavet en walkthrough af.